# Montandon
Montandon és un municipi francès situat al departament del Doubs i a la regió de Borgonya - Franc Comtat. L'any 2007 tenia 313 habitants.

## Demografia

### Població
El 2007 la població de fet de Montandon era de 313 persones. Hi havia 126 famílies de les quals 28 eren unipersonals (16 homes vivint sols i 12 dones vivint soles), 35 parelles sense fills, 51 parelles amb fills i 12 famílies monoparentals amb fills.
La població ha evolucionat segons el següent gràfic:
Habitants censats

### Habitatges
El 2007 hi havia 147 habitatges, 127 eren l'habitatge principal de la família, 16 eren segones residències i 4 estaven desocupats. 134 eren cases i 12 eren apartaments. Dels 127 habitatges principals, 103 estaven ocupats pels seus propietaris i 24 estaven llogats i ocupats pels llogaters; 4 tenien dues cambres, 12 en tenien tres, 20 en tenien quatre i 91 en tenien cinc o més. 119 habitatges disposaven pel capbaix d'una plaça de pàrquing. A 52 habitatges hi havia un automòbil i a 69 n'hi havia dos o més.

### Piràmide de població
La piràmide de població per edats i sexe el 2009 era:
| Homes | Edats   | Dones |
| ----- | ------- | ----- |
| 0     | 95 o +  | 0     |
| 0     | 90 a 94 | 0     |
| 0     | 85 a 89 | 0     |
| 4     | 80 a 84 | 0     |
| 0     | 75 a 79 | 0     |
| 4     | 70 a 74 | 12    |
| 4     | 65 a 69 | 8     |
| 16    | 60 a 64 | 4     |
| 8     | 55 a 59 | 0     |
| 28    | 50 a 54 | 16    |
| 16    | 45 a 49 | 28    |
| 0     | 40 a 44 | 4     |
| 20    | 35 a 39 | 8     |
| 8     | 30 a 34 | 4     |
| 8     | 25 a 29 | 16    |
| 16    | 20 a 24 | 12    |
| 8     | 15 a 19 | 4     |
| 0     | 10 a 14 | 16    |
| 12    | 5 a 9   | 12    |
| 0     | 0 a 4   | 12    |

## Economia
El 2007 la població en edat de treballar era de 222 persones, 177 eren actives i 45 eren inactives. De les 177 persones actives 160 estaven ocupades (98 homes i 62 dones) i 17 estaven aturades (7 homes i 10 dones). De les 45 persones inactives 10 estaven jubilades, 16 estaven estudiant i 19 estaven classificades com a «altres inactius».

### Ingressos
El 2009 a Montandon hi havia 143 unitats fiscals que integraven 379 persones, la mediana anual d'ingressos fiscals per persona era de 21.517 €.

### Activitats econòmiques
Dels 10 establiments que hi havia el 2007, 1 era d'una empresa de fabricació d'altres productes industrials, 2 d'empreses de comerç i reparació d'automòbils, 1 d'una empresa de transport, 2 d'empreses d'hostatgeria i restauració, 1 d'una empresa financera, 1 d'una empresa immobiliària, 1 d'una empresa de serveis i 1 d'una empresa classificada com a «altres activitats de serveis».
Dels 4 establiments de servei als particulars que hi havia el 2009, 2 eren tallers de reparació d'automòbils i de material agrícola, 1 restaurant i 1 agència immobiliària.
L'any 2000 a Montandon hi havia 13 explotacions agrícoles que ocupaven un total de 640 hectàrees.

## Equipaments sanitaris i escolars
El 2009 hi havia 1 escola maternal i 1 escola elemental.

## Poblacions més properes
El següent diagrama mostra les poblacions més properes.